# Sandwich (condado de Barnstable, Massachusetts)
Sandwich é um lugar designado pelo censo localizado no condado de Barnstable no estado estadounidense de Massachusetts. No Censo de 2010 tinha uma população de 2.962 habitantes e uma densidade populacional de 300,56 pessoas por km².

## Geografia
Sandwich encontra-se localizado nas coordenadas 41° 45′ 25″ N, 70° 29′ 53″ O. Segundo a Departamento do Censo dos Estados Unidos, Sandwich tem uma superfície total de 9.85 km², da qual 9.37 km² correspondem a terra firme e (4.89%) 0.48 km² é água.

## Demografia
Segundo o censo de 2010, tinha 2.962 pessoas residindo em Sandwich. A densidade populacional era de 300,56 hab./km². Dos 2.962 habitantes, Sandwich estava composto pelo 97.16% brancos, o 0.27% eram afroamericanos, o 0.03% eram amerindios, o 1.38% eram asiáticos, o 0.14% eram insulares do Pacífico, o 0.51% eram de outras raças e o 0.51% pertenciam a duas ou mais raças. Do total da população o 0.81% eram hispanos ou latinos de qualquer raça.